# Narodni park Bwindi
Narodni park Bwindi je narodni park v jugozahodni Ugandi. Je del neprehodnega gozda Bwindi ob meji z Demokratično republiko Kongo poleg narodnega parka Virunga in na robu riftne doline Albertine. Obsega 321 km² nižinskih in gorskih gozdov in je dostopen le peš. Organizacija Združenih narodov za izobraževanje, znanost in kulturo (UNESCO) ga je uvrstila na seznam svetovne dediščine.
Značilnost parka je pestrost vrst. Zagotavlja življenjski prostor za 120 vrst sesalcev, 350 vrst ptic, 310 vrst metuljev, 27 vrst žab, kameleonov, gekonov in številnih ogroženih vrst. Floristično je park med najbolj raznolikimi gozdovi v vzhodni Afriki, z več kot 1000 vrstami cvetočih rastlin, vključno z 200 vrstami dreves in 104 vrstami praproti. Severni (nizki) sektor ima veliko vrst gvinejsko-kongoške flore, vključno z dvema ogroženima vrstama, rjavim mahagonijem (Lovoa swynnertonii) in Brazzeia longipedicellata. Zlasti je območje deležno visokih stopenj endemizma Albertinske riftne doline.
Park je zatočišče za  navadno gverezo, šimpanze in številne ptice, kot so kljunorožci  in sadjejedi. Najbolj opazen je po 400 gorilah Bwindi, kar je polovica svetovne populacije ogroženih gorskih goril (Gorilla beringei beringei). Štirinajst skupin gorskih goril živi v štirih različnih sektorjih Buhoma, Ruhijja, Rushaga in Nkuringo v okrožjih Kanungu, Kabale in Kisoro, vsi pa so pod upravo Ugande Wildlife Authority.

## Zgodovina
Leta 1932 sta bila dva bloka neprehodnega gozda Bwindi označena kot Crown Forest Reserves (Gozdni rezervat krone). Severni blok je bil označen kot Kayonza Crown Forest Reserve, južni blok pa kot Kasatora Crown Forest Reserve.:7 Ta rezervata sta imela skupno površino 207 kvadratnih kilometrov. Leta 1942 sta bila oba rezervata združena in povečana ter nato preimenovana v Nepropustni osrednji kronski gozd. To novo zaščiteno območje je pokrivalo 298 kvadratnih kilometrov in je bilo pod skupnim nadzorom ugandskega vladnega oddelka za divjad in gozdarstvo.
Leta 1964 je bil rezervat označen kot zatočišče za živali,:43 da bi zagotovil dodatno zaščito za gorske gorile in preimenoval v Nepropustni osrednji gozdni rezervat. Leta 1966 sta dva druga gozdna rezervata postala del glavnega rezervata, s čimer se je njegova površina povečala na skoraj 321 km². Park se je še naprej upravljal kot zatočišče za divjad in gozdni rezervat.
Leta 1991 je bil Nepropustni osrednji gozdni rezervat, skupaj z rezervatom goril Mgahinga in gorovjem Rwenzori, določen za narodni park in preimenovan v Nepropustni nacionalni park Bwindi.:233 Pokrival je površino 330,8 kvadratnih kilometrov. Narodni park je bil delno razglašen za zaščito vrst v njem, predvsem gorske gorile. Prerazvrstitev parka je močno vplivala na domorodno ljudstvo Batwa, ki so ga izgnali iz gozda in jim ni bilo več dovoljeno vstopiti v park ali dostopati do njegovih virov. Sledenje gorilam je aprila 1993 postalo turistična dejavnost in park je postal priljubljena turistična destinacija. Leta 1994 je bilo še 10 km² veliko območje vključeno v park in je bilo vpisano na seznam svetovne dediščine. Uprava parka se je spremenila, ko so narodni parki Ugande, ki so se od takrat preimenovali v Uganda Wildlife Authority, postali odgovorni za park. Leta 2003 je bil kupljen kos zemlje ob parku s površino 4,2 kvadratnih kilometrov in vključen v park.
Marca 1999 se je sila 100–150 nekdanjih ruandskih gverilcev Interahamwe infiltrirala čez mejo iz DR Kongo in ugrabila 14 tujih turistov in njihovega ugandskega vodnika s sedeža parka, na koncu jih je šest izpustila, preostalih osem pa umorila z mačetami in kiji. Več žrtev naj bi bilo mučenih, vsaj ena od žrtev pa je bila posiljena. Ugandskega vodnika so polili z bencinom in zažgali. Napad Interahamwe naj bi bil namenjen 'destabilizaciji Ugande' in ustrahovanju turističnega prometa iz parka, s čimer bi ugandski vladi prikrajšali dohodek. Park so bili prisiljeni zapreti za več mesecev, priljubljenost izletov h gorilam pa je nekaj let močno trpela, čeprav se je obisk obnovil zaradi večje stabilnosti na območju. Vsako turistično skupino zdaj spremlja tudi oborožen stražar.

## Geografija in podnebje
Mesto Kabale na jugovzhodu je najbližje glavno mesto parku, 29 km stran po cesti. Park je sestavljen iz dveh gozdnih blokov, ki sta povezana z gozdnim koridorjem. Oblika parka je dediščina prejšnjega naravovarstvenega upravljanja, ko sta bila leta 1932 zavarovana prvotna dva gozdna bloka. Neposredno izven meja parka so kmetijska zemljišča, kjer so bila prej drevesa. Obdelovanje na tem področju je intenziven.
Osnovno geologijo parka sestavljajo predkambrijski skrilavi filit, kremen, kvarcit, skrilavec in granit. Park je na robu zahodne riftne doline v najvišjih delih višavja Kigezi, ki je nastalo z dvigovanjem zahodne riftne doline. Njena topografija je zelo razgibana z ozkimi dolinami, ki jih sekajo reke in strmi hribi. Nadmorske višine v parku se gibljejo od 1190 do 2607 m, 60 odstotkov parka pa ima nadmorsko višino nad 2000 m. Najvišja vzpetina je hrib Rwamunyonyi na vzhodnem robu parka. Najnižji del parka je na najbolj severnem koncu.
Gozd je pomembno vodno zajetje. Ker je temeljna geologija na splošno neprepustna, kjer voda večinoma teče skozi velike prelomne strukture, so infiltracija vode in vodonosniki omejeni. Velik del padavin v parku tvori potoke, zato ima gozd gosto mrežo potokov. Gozd je izvir številnih rek, ki tečejo proti severu, zahodu in jugu. Glavne reke, ki izvirajo v parku so reke Ivi, Munyaga, Ihihizo, Ishasha in Ntengyere, ki se izlivajo v Edvardovo jezero. Druge reke se izlivajo v jezeri Mutanda in Bunyonyi. Bwindi oskrbuje z vodo lokalne kmetijske površine.
Bwindi ima tropsko podnebje. Povprečna letna temperatura se giblje od najmanj 7 do 15 °C do največ 20 do 27 °C. Letna količina padavin se giblje od 1400 do 1900 mm. Največ padavin je od marca do aprila in od septembra do novembra. Gozd v parku ima pomembno vlogo pri uravnavanju okolja in podnebja v okolici. Velike količine evapotranspiracije iz gozdne vegetacije povečajo količino padavin, ki jih prejme regija zunaj parka. Zmanjšuje tudi erozijo tal, resen problem v jugozahodni Ugandi. Zmanjšuje poplave in zagotavlja, da potoki tečejo tudi v sušnem obdobju.

## Biotska raznovrstnost
Neprehodni gozd Bwindi je star, kompleksen in biološko bogat. Značilnost parka so raznolike vrste, zaradi svoje ekološke pomembnosti pa je postal Unescov seznam svetovne dediščine. Med vzhodnoafriškimi gozdovi ima Bwindi nekaj najbogatejših populacij dreves, malih sesalcev, ptic, plazilcev, metuljev in vešč. Raznolike vrste v parku so deloma posledica velikih razlik v nadmorski višini in tipih habitatov v parku, morda pa tudi zato, ker je bil gozd zatočišče za vrste med poledenitvijo v pleistocenski dobi. Gozdovi parka so afromontani, kar je redka vrsta vegetacije v Afriki. Je tam, kjer se stikajo ravninski in gorski gozdovi. V parku je kontinuum primarnih gozdov od nizke do visoke nadmorske višine, eno redkih velikih območij Vzhodnoafriškega gozda, kjer se to zgodi. V parku je več kot 220 drevesnih vrst in več kot 50 % drevesnih vrst Ugande ter več kot 100 vrst praproti. Rjavi mahagonij (Lovoa swynnertonii) je ogrožena rastlinska vrsta v parku.
Narodni park Bwindi je pomemben za ohranjanje afromontanske favne, zlasti vrst, ki so endemične v gorah Albertove riftne doline. Menijo, da ima eno najbogatejših živalskih skupnosti v vzhodni Afriki, vključno z več kot 350 vrstami ptic in več kot 200 vrstami metuljev. V parku naj bi bilo približno 120 vrst sesalcev, od tega 10 prvakov:744 in več kot 45 malih sesalcev. Poleg gorske gorile vrste so v parku navadni šimpanz, L'Hoestova opica (Cercopithecus lhoesti), afriški slon, afriški zeleni širokokljun (Pseudocalyptomena graueri) in kremni lastovičji rep (Papilio leucotaenia), navadna gvereza, Črnolična belonosa zamorska mačka (Cercopithecus ascanius), zamorska mačka, orjaška gozdna svinja. Vrste rib v rekah in potokih parka niso dobro znane.

## Gorske gorile
Park naseljuje približno 459 posameznih gorskih goril glede na zadnji popis goril leta 2019 (Gorilla Fund) (Gorilla beringei beringei), znanih kot populacija Bwindi, ki predstavlja skoraj polovico vseh gorskih goril na svetu. Ostala svetovna populacija gorskih goril živi v bližnjih gorah Virunga. Popis populacije gorskih goril v parku iz leta 2006 je pokazal, da se je njihovo število skromno povečalo z ocenjenih 300 osebkov leta 1997 na 320 osebkov leta 2002 do 340 osebkov leta 2006 in 400 leta 2018. Divji lov, bolezni in izguba habitata so največja grožnja gorilam.
Raziskave o populaciji Bwindi zaostajajo za populacijo narodnega parka Virunga, vendar je nekaj predhodnih raziskav o populaciji goril Bwindi izvedel Craig Stanford. Ta raziskava je pokazala, da je prehrana goril Bwindi izrazito bogata s sadjem kot prehrana populacije Virunga in da gorile Bwindi, tudi srebrnohrbte, bolj verjetno plezajo na drevesa, da bi se hranile z listjem, sadjem in epifiti. V nekaterih mesecih je prehrana gorile Bwindi zelo podobna prehrani šimpanzov Bwindi. Ugotovljeno je bilo tudi, da gorile Bwindi potujejo dlje na dan kot gorile Virunga, zlasti v dneh, ko se prehranjujejo predvsem s sadjem kot takrat, ko se hranijo z vlaknato hrano. Poleg tega je veliko večja verjetnost, da bodo gorile Bwindi gnezdile na drevesih, skoraj vedno na Alchornea floribunda (lokalno Echizogwa, niando), majhnem drevesu v podrastju.
Gorska gorila je ogrožena vrsta, z ocenjeno skupno populacijo okoli 650 osebkov. V ujetništvu ni gorskih goril, vendar so jih v 1960-ih in 1970-ih nekatere ujeli, da bi začeli z vzrejo v ujetništvu.

## Ohranjanje
Park je v lasti Ugande Wildlife Authority, paradržavnega vladnega organa. Park je popolnoma zaščiten, čeprav lahko skupnosti, ki mejijo na park, dostopajo do nekaterih njegovih virov.
Območja, ki mejijo na park, imajo visoko gostoto prebivalstva, več kot 300/km². Nekateri ljudje, ki živijo na teh območjih, so med najrevnejšimi ljudmi v Ugandi. Visoka poseljenost in slabe kmetijske prakse povzročajo velik pritisk na gozd Bwindi in so ena največjih groženj parku. Devetdeset odstotkov ljudi je odvisnih od samooskrbnega kmetijstva, saj je kmetijstvo eno redkih na tem območju. načini pridobivanja dohodka.
Preden je bil Bwindi leta 1991 razglašen za narodni park, je bil park označen kot gozdni rezervat, predpisi o pravici do dostopa do gozda pa so bili bolj liberalni in redko uveljavljeni. Lokalno prebivalstvo je lovilo, rudarilo, sekalo, kopalo jame. žagali in v parku gojil čebele. Leta 1991 zaradi bogate biotske raznovrstnosti in ogrožanja celovitosti gozda. Njegova določitev za narodni park je parku dala višji status zaščite. Državne agencije so povečale zaščito in nadzor nad parkom. Dostop sosednjih skupnosti do gozda se je takoj končal. To zaprtje dostopa je povzročilo veliko nezadovoljstva in konfliktov med temi lokalnimi skupnostmi in oblastmi parkov. Batwa, etnična skupina, ki se je zanašala na gozd, je bila močno prizadeta. Batwa so lovili ribe, nabirali divji jam in med ter imeli naselbine prednikov znotraj parka. Kljub zgodovinskemu zahtevku ljudstva Batwa po zemljiških pravicah in življenju na tem območju že več generacij, ne da bi pri tem uničili ekosistem območja, ob izselitvi niso bili deležni nobene nacionalne odškodninske sheme. Nebatwa kmetje, ki so posekali gozdnata območja, da bi jih obdelovali, so prejeli odškodnino in njihove zemljiške pravice so bile priznane. Ljudje so zaradi prostoživečih živali izgubili živino in pridelke, bilo je tudi nekaj človeških smrti. Navajanje goril na ljudi, da bi olajšali turizem, je morda povečalo škodo, ki jo povzročajo lastnini lokalnega prebivalstva, ker se je njihov strah pred ljudmi zmanjšal.